# Anatomia di un istante
Anatomia di un istante (titolo originale: Anatomía de un instante) è un romanzo dello scrittore spagnolo Javier Cercas, pubblicato nel 2009 dalla Editorial Mondadori e successivamente tradotto in Italia l'anno seguente  da Ugo Guanda Editore. L'opera tratta del fallito colpo di stato spagnolo del 23 febbraio 1981, indagandone le cause profonde e concentrandosi in particolare sul comportamento tenuto dal presidente del governo Adolfo Suárez, dal suo vice Manuel Gutiérrez Mellado e dal segretario del Partito Comunista di Spagna Santiago Carrillo, gli unici presenti in aula a rimanere impassibili dinanzi all'irruzione del tenente-colonnello Antonio Tejero.